# Cyrtandra ponapensis
Cyrtandra ponapensis là một loài thực vật có hoa trong họ Tai voi. Loài này được Kaneh. mô tả khoa học đầu tiên năm 1932.